# Mesnois
Mesnois é uma comuna francesa na região administrativa de Borgonha-Franco-Condado, no departamento de Jura. Estende-se por uma área de 11,47 km². Em 2010 a comuna tinha 186 habitantes (densidade: 16,2 hab./km²).